# Albert Kraus

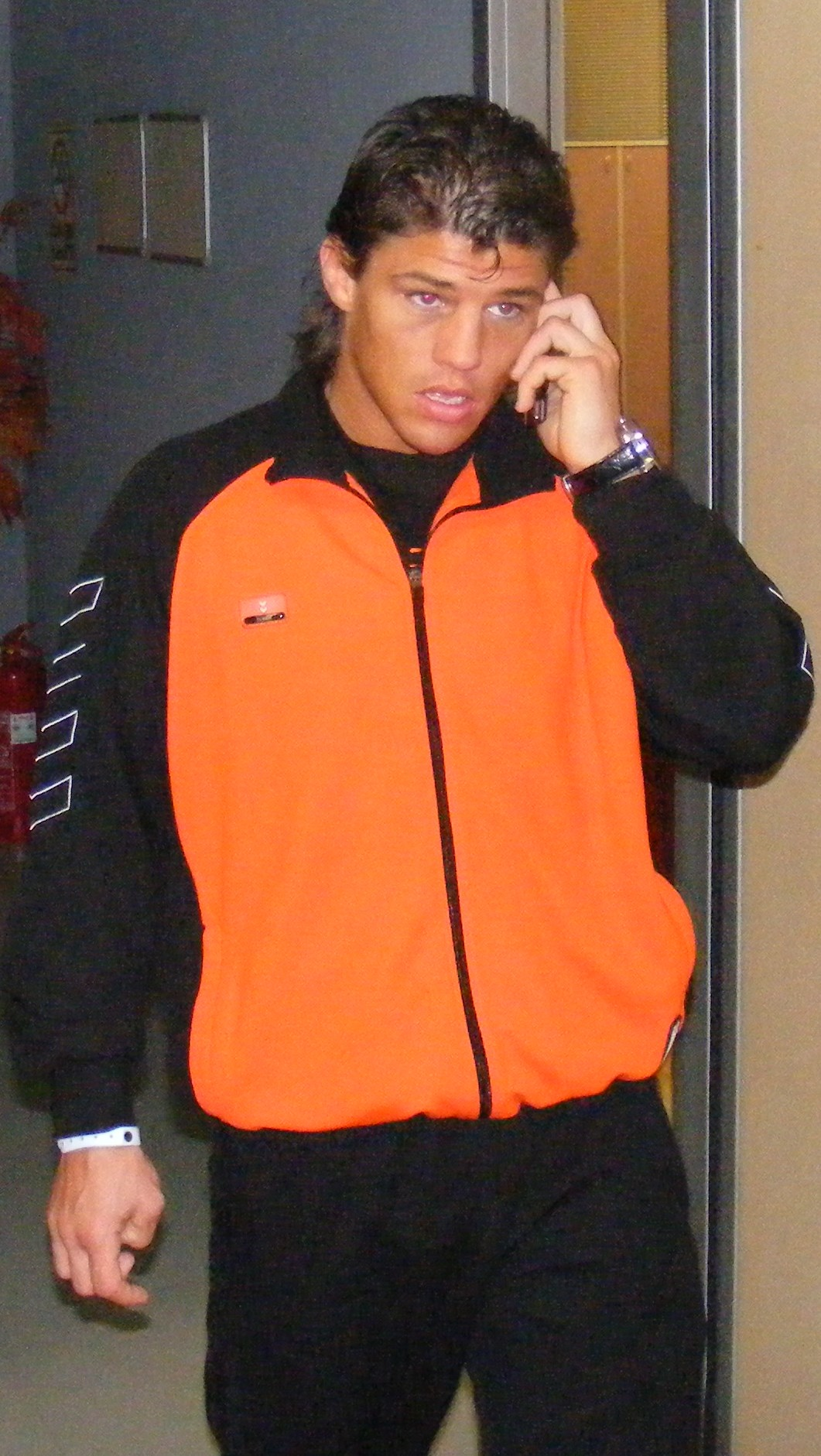
Albert Kraus

Albert Kraus (Oss, 3 de agosto de 1980) é um lutador de kickboxing holandês. 
Apelidado de "The Hurricane" o holandês de 1,75m e 70kg luta Boxing/muay thai e representa a academia Friends Gym. Kraus ficou muito famoso no Japão por participar do torneio mais importante de artes marciais do país, o K-1. A música de entrada do lutador é Survivor - Eye Of The Tiger.

## Títulos
- WKA Weltmeister,
- WPKA Weltmeister,
- FIMAC Holländischer Meister,
- IKBF Europameister,
- K-1 World Max 2002 Champion,
- K-1 World Max 2003 Finalist.